# Campbelltown

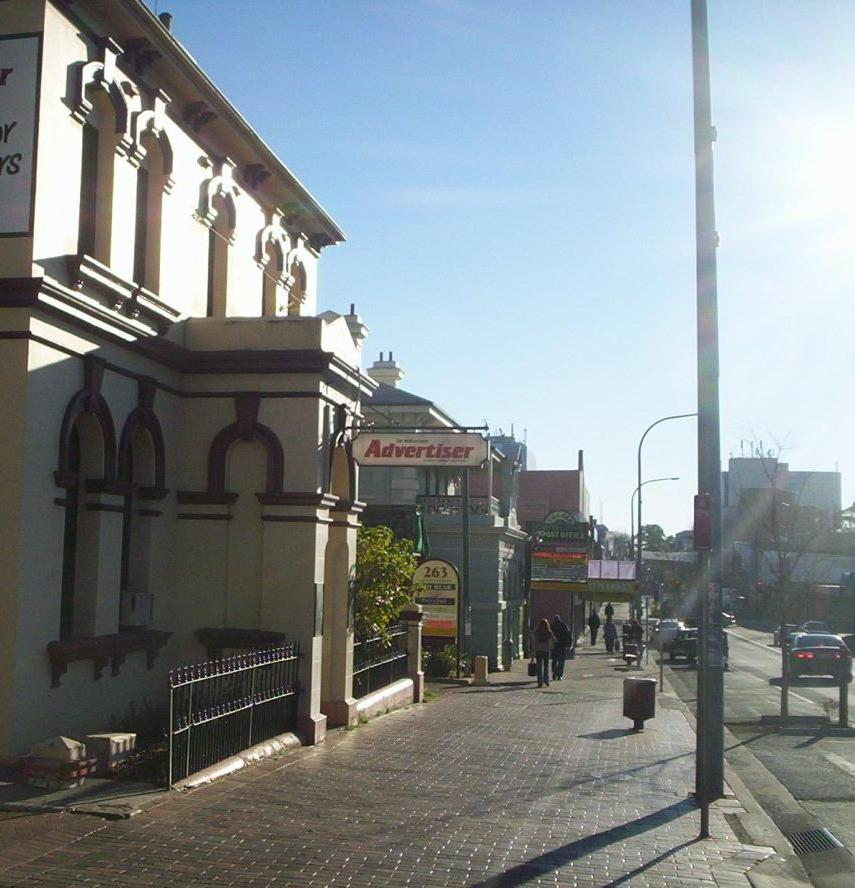
El centro de Campbelltown.

Campbelltown es un suburbio de Sídney, Australia, situado a 50 km del Centro de Sídney en la Comuna de Campbelltown al suroeste de la ciudad.

## Historia
Campbelltown recibe su nombre de Elizabeth Campbell, la esposa del Gobernador de Nueva Gales del Sur Lachlan Macquarie. Originalmente llamado Ciudad Campbell, el nombre fue simplificado más tarde a la actual Campbelltown.

## Población
Según el censo de 2006 realizado por la Oficina de Estadística de Australia, el suburbio de Campbelltown tenía una población de 8013, la cual tenían un ingreso familiar medio de $ 822 por semana (siendo sustancialmente inferior a la cifra nacional de $ 1,027). 

La distribución por origen era:
69% australianos
4,3% ingleses
2,5% neozelandeses
24.2% otros (entre los que resaltan, los árabes)

## Edificios históricos
Los siguientes edificios en el centro de Campbelltown se enumeran en el Registro Nacional de Bienes Raíces.
- St Peter's Church of England, Cordeaux Street
- Glenalvon and Stable, 8 Lithgow Street
- Richmond Villa, 12 Lithgow Street
- Queen Street Group, 284-294-298 Queen Street
- Town Hall, 315 Queen Street
- Campbelltown Court House, Queen Street
- Campbelltown Police Station, Railway Street